# Túmulo dos gigantes S'Ena'e Thomes

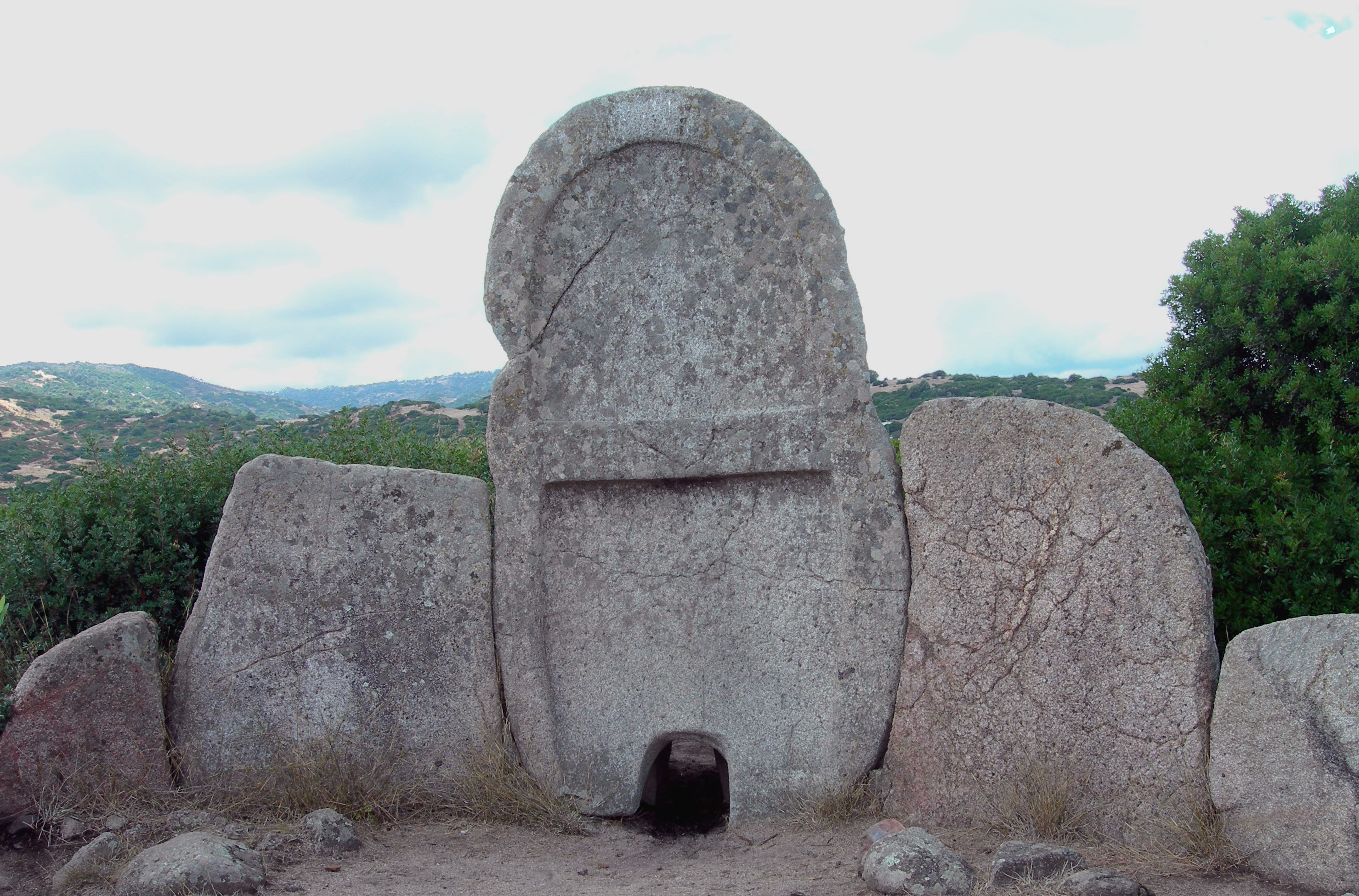
S'ena e Thomes

Os Sepulturas dos gigantes de s'ena e Thomes é um sítio arqueológico da era nurálgica localizado no município de Dorgali, província de Nuoro, na Sardenha.

O túmulo, que remonta à Idade do Bronze, tem uma estrutura de dólmen com uma estela central. O grande exedra é composto de lajes presas ao chão e classificados por ordem decrescente de tamanho a partir da estela. O salão funeral tem formato retangular e cerca de 11 m de comprimento, é coberto com grandes lajes de pedra dispostos em um arco.

Túmulo dos gigantes em sa Ena 'e Thomes, Dorgali
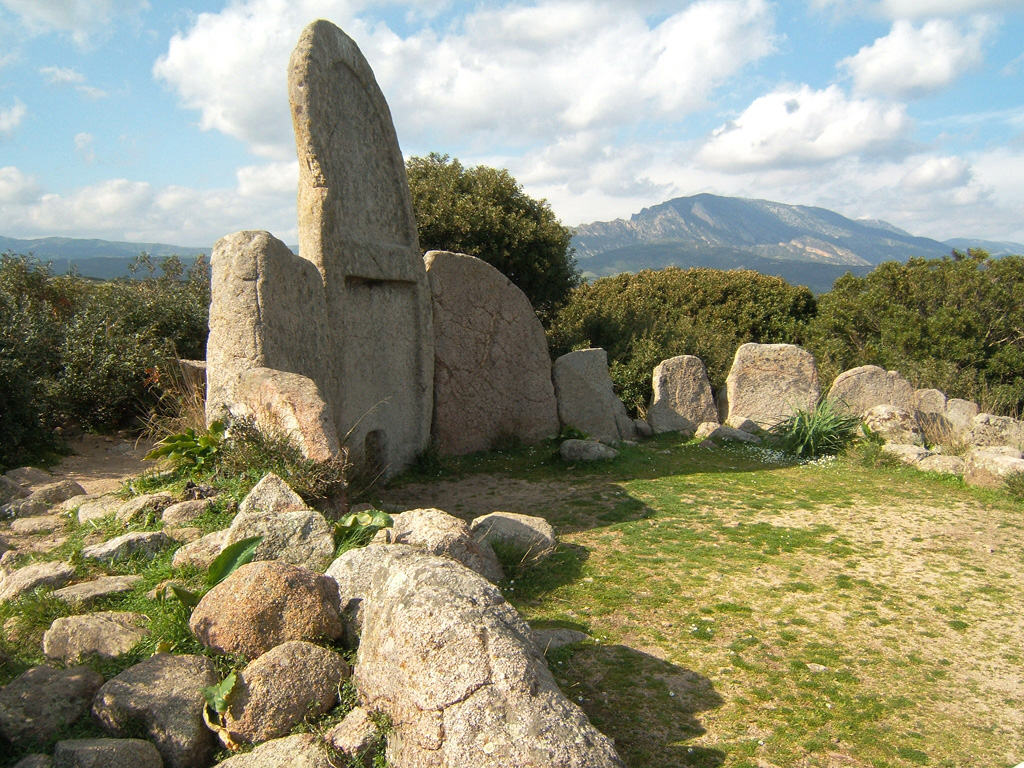
Entrada
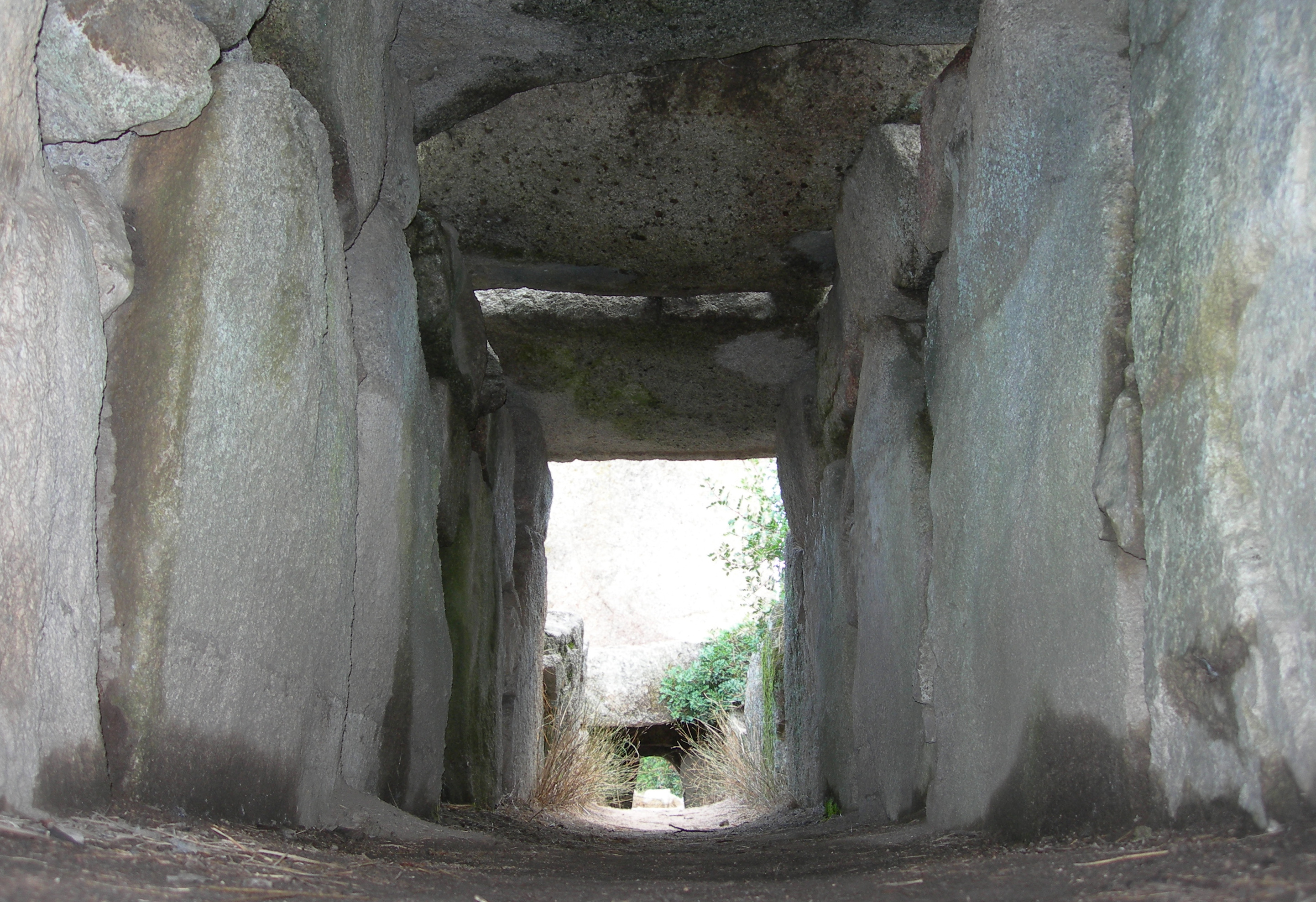
Interior
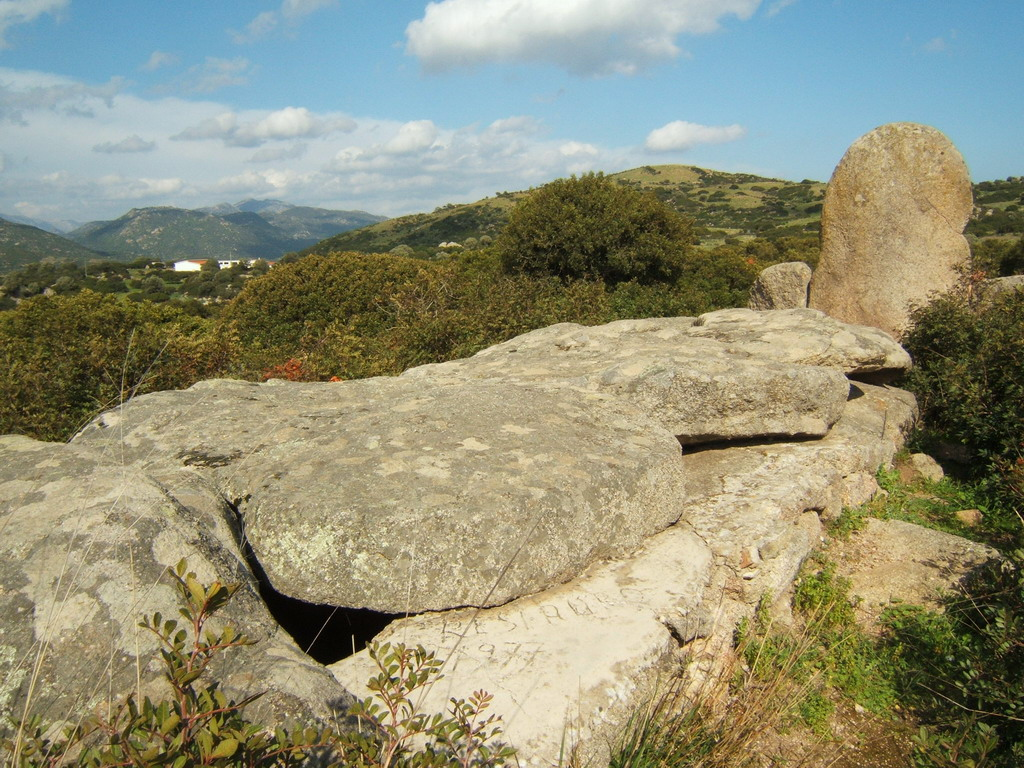
Exterior
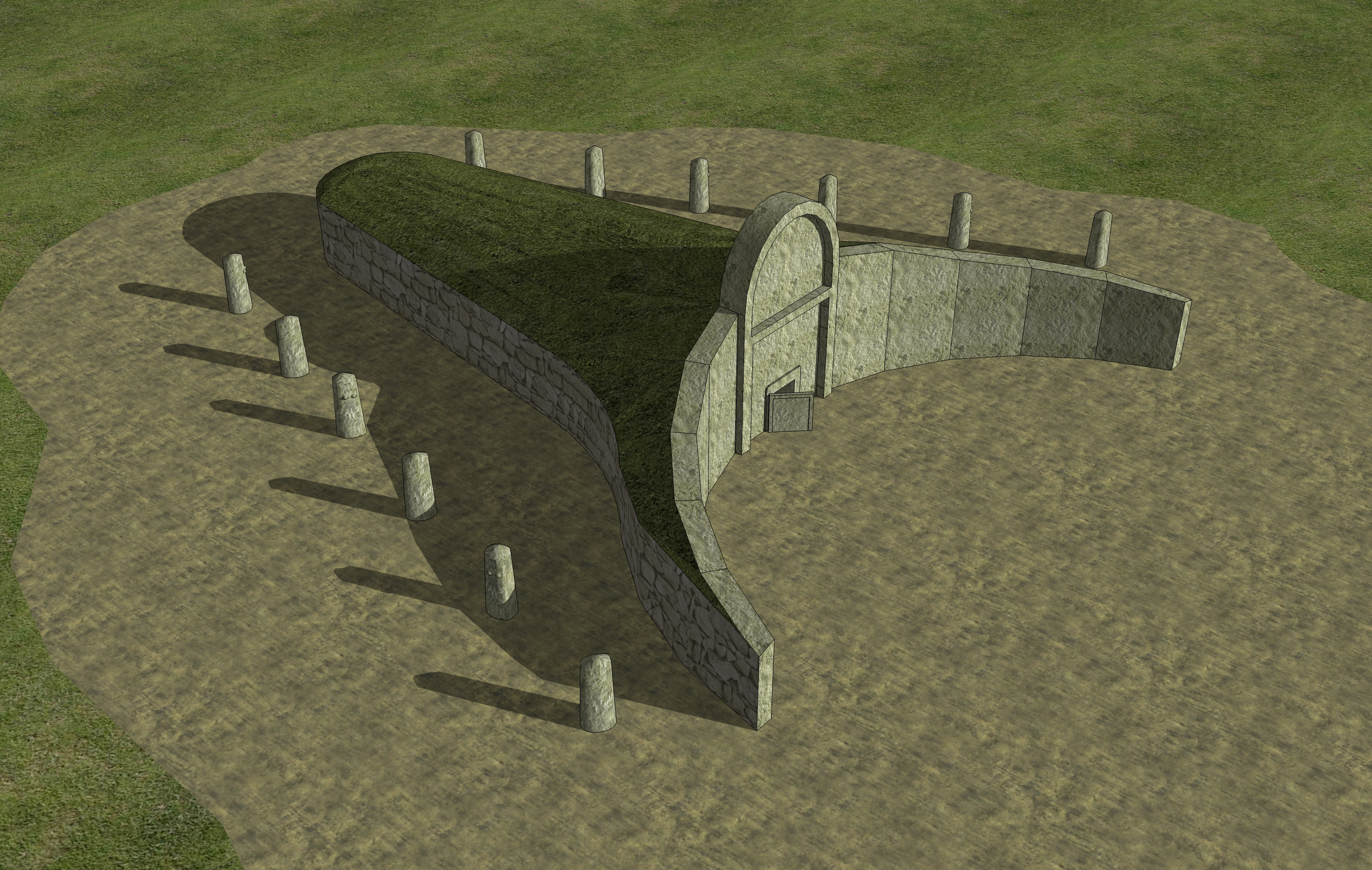
Modelo 3D
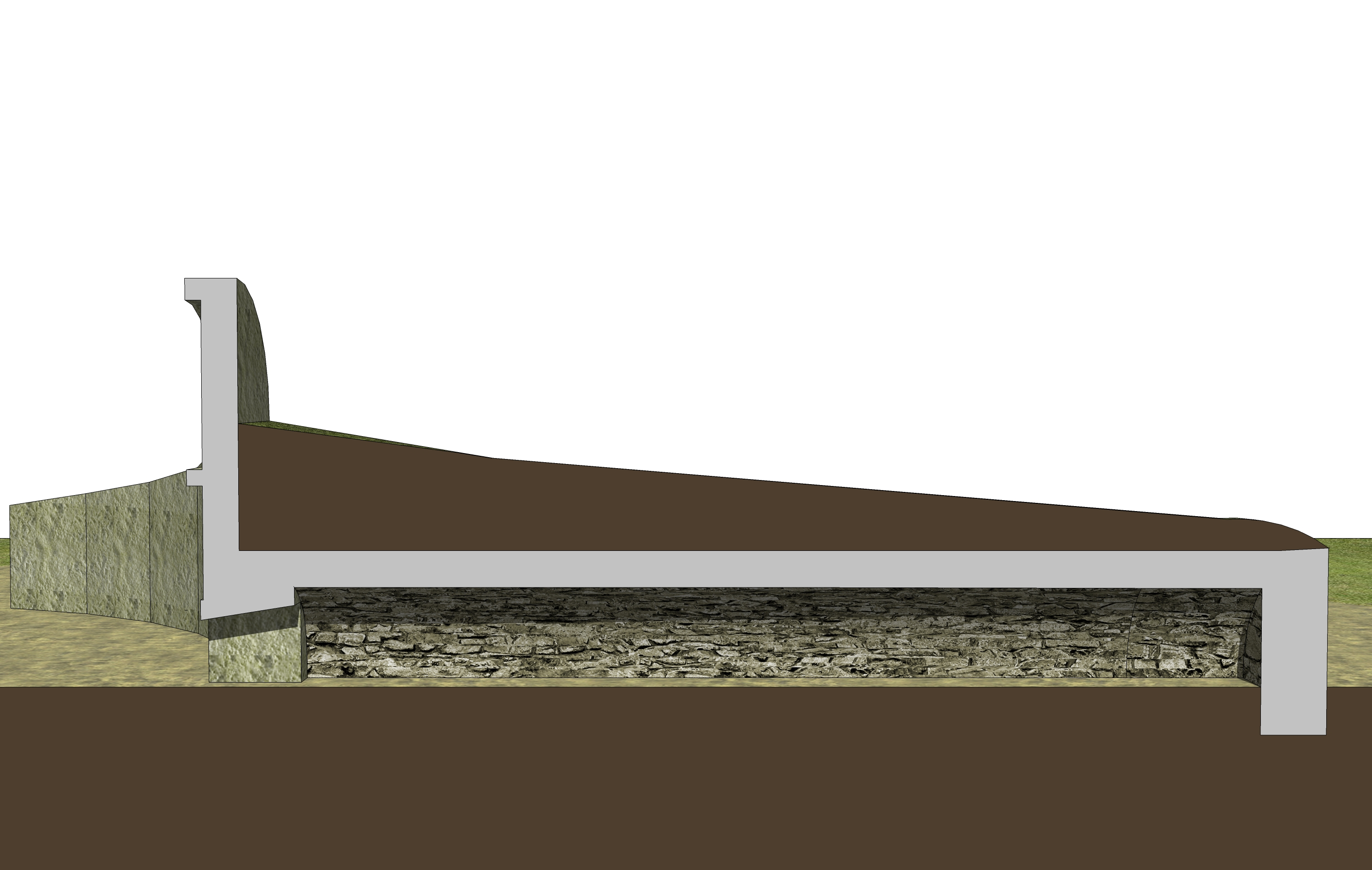
Modelo 3D de seção transversal